# Simon Fraser University

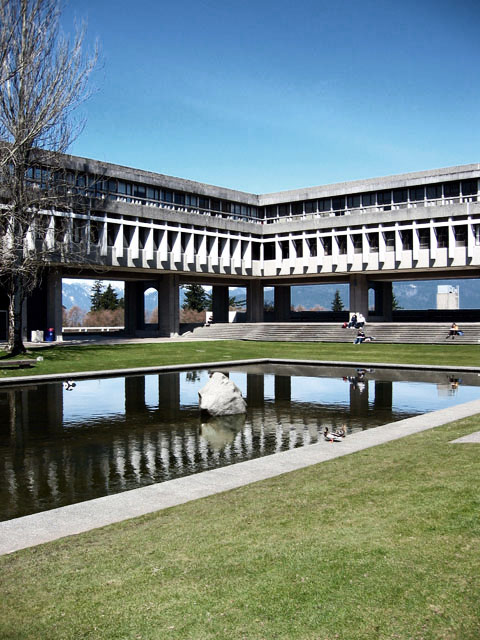
Academic Quadrangle Gardens vid Campus Burnaby.

Simon Fraser University, förkortat SFU, är ett offentligt universitet i provinsen British Columbia i Kanada, med campus i Burnaby, Vancouver och Surrey. Universitetet hade omkring 35 000 studenter och 1 100 anställda 2016.
Simon Fraser University placerade sig på 314:e plats 2020 i QS Universitetsvärldsrankning över världens bästa universitet.